# Simon Seferings
Simon Seferings (* 5. Juli 1995 in Eschweiler) ist ein deutscher Fußballspieler. Er steht seit Anfang 2023 unter Vertrag beim FC Kitzbühel.

## Karriere
Seferings begann seine fußballerische Laufbahn bei Alemannia Aachen, bevor er 2010 zum FC Bayern München wechselte. Nach einem Jahr beim SV Heimstetten wechselte er zur zweiten Mannschaft des Ligakonkurrenten TSV 1860 München. In der Regionalligamannschaft der Giesinger entwickelte er sich zum Stammspieler. Nach dem Zwangsabstieg des Profiteams der Sechziger in die Regionalliga Bayern im Sommer 2017 rückte er in die erste Mannschaft auf. Nachdem er die Hinrunde 2017/18 verletzungsbedingt verpasst hatte, kam er in der Rückrunde zu elf Einsätzen und konnte zwei Tore beisteuern. Am Ende der Saison erreichte er mit den Sechzgern die Regionalligameisterschaft und qualifizierte sich dadurch für die Aufstiegsspiele zur 3. Liga, in denen man sich gegen den 1. FC Saarbrücken durchsetzen konnte. Im Rückspiel auf Giesings Höhen erzielte er dabei das Tor zum 2:2-Endstand.
Nachdem er die Hinrunde der Saison 2018/19 wegen eines Muskelfaserrisses verpasst hatte, wurde er in der Rückrunde in die Regionalliga an den VfR Garching verliehen. Dort erzielte er in der Rückrunde acht Tore in 13 Punktspielen; danach kehrte er zum TSV 1860 München zurück. Am 19. Juli 2019 (1. Spieltag) bestritt er beim 1:1-Unentschieden im Heimspiel gegen Preußen Münster sein erstes Drittligaspiel.
Im November 2020 wechselte Seferings in die Regionalliga West zu Alemannia Aachen. Sein Debüt gab er kurz darauf am 18. November, bei der 0:1-Niederlage gegen Fortuna Köln. Insgesamt absolvierte Seferings 15 Einsätze in der Liga und erzielte dabei 1 Tor für die Alemannia. Mit der Mannschaft erreichte er in der Spielzeit 2020/21 auch das Finale im Mittelrheinpokal, die Partie ging allerdings mit 0:2 gegen Viktoria Köln verloren. 
Im Sommer 2021 wechselte Seferings zum georgischen Verein FC Saburtalo Tiflis. Anfang 2023 wechselte er zum FC Kitzbühel in die drittklassige Regionalliga Tirol.

## Erfolge
TSV 1860 München
- Meister der Regionalliga Bayern und Aufstieg in die 3. Liga: 2017/18
- Sieger des Bayerischen Toto-Pokals: 2019/20